# Opopaea gibbifera
Opopaea gibbifera là một loài nhện trong họ Oonopidae.
Loài này thuộc chi Opopaea. Opopaea gibbifera được miêu tả năm 2008 bởi Tong & Li.